# 元子華
元 子華（げん しか、生年不詳 - 537年）は、北魏・東魏の皇族。艾陵伯。字は伏栄。

## 経歴
艾陵伯元萇と房氏のあいだの子として生まれた。父が死去すると、艾陵伯の爵位を嗣いだ。孝荘帝の初年、斉州刺史に任じられた。邢杲の乱のために人心不安に陥っていたため、子華は豪族たちを集めて、その自治に任せると、斉州を安定させることができた。
後に済州刺史に任じられた。永安3年（530年）、斉州の趙洛周が刺史の丹陽王蕭賛を追放すると、済南郡太守の房士達に州の事務を代行させるよう上表することにした。ときに趙洛周の子の趙元献が子華に従って済州にいたため、子華を再び斉州刺史とするよう上表文を書き換えさせた。まもなく母の房氏が死去したため、子華は辞職して喪に服し、洛陽に戻った。
孝静帝の初年、南兗州刺史に任じられた。天平4年（537年）9月、弟の元子思が西魏と連絡を交わしていたことが発覚して、右衛将軍の郭瓊に収監された。子華は弟とともに門下外省で自殺させられた。

## 伝記資料
- 『魏書』巻14 列伝第2
- 『北史』巻15 列伝第3